# Вугільний ліс

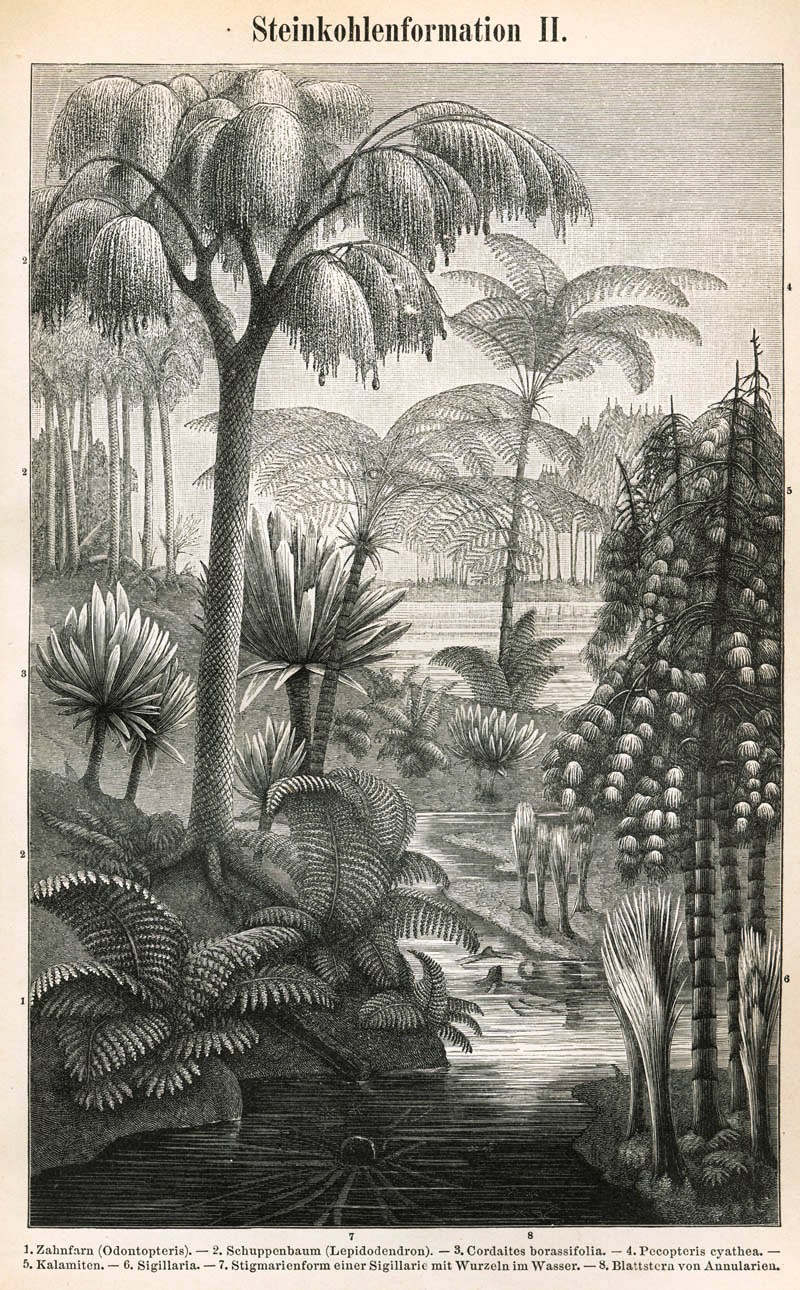
Офорт із зображенням деяких з найбільш значних рослин карбону.

Вугільні ліси були величезними територіями болотних угідь, які покривали значну частину Землі у тропічних районах суші протягом пізнього Карбону (Пенсильваній) і Пермського періоду. У міру розпаду рослинної речовини з цих лісів накопичувалися величезні родовища торфу, який згодом перетворився на вугілля.
Значна частина вуглецю в торф'яних родовищах, що сформувалися з вугільних лісів, походить від фотосинтезу.

## Середовище

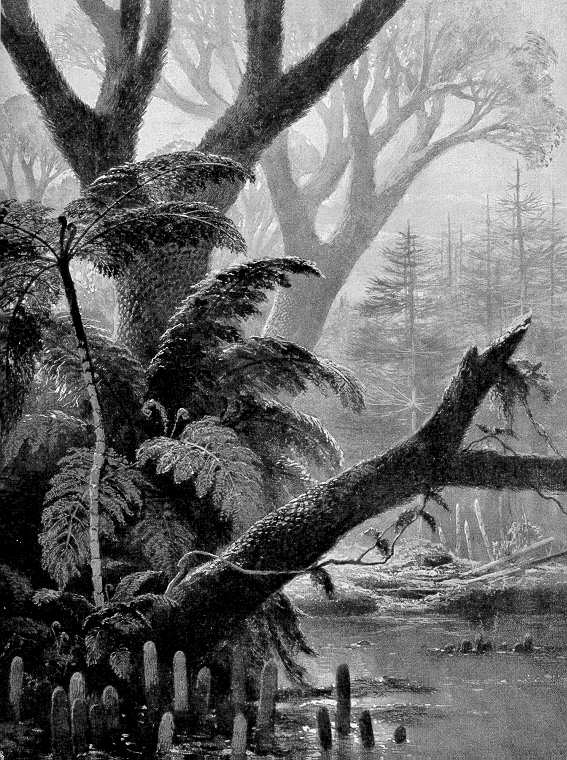
Вугільний ліс з папоротеподібних та плауновидних дерев, у художньому виконанні 1906 року

Вугільні ліси росли у рівнинних низинних болотистих місцевостях. Вони були багаті різноманітною флорою з багатьма видами дерев, кущів, ліан тощо. Зарості Каламітів (Calamites) росли по краях озер і водних шляхів. Плауновидні спеціалізувалися на різних ролях: Паралікоподити (Paralycopodites) як піонери на нещодавно замулених озерах, досить мілководних для сухоземної рослинності; Діафородендрон (Diaphorodendron) заселялися пізніше, коли земля стала торфом, Синхісідендрон (Synchysidendron) і Лепідодендрон (Lepidodendron) на мінерально-ґрунтових територіях та Лепідофлоїс (Lepidophloios) на торф'яних ділянках. Кордаїти (Cordaites) могли рости на більш сухих районах болота. Сігільярія, ймовірно, росла у проміжних районах між місцем водорозділу та болотом. У пізнішій частині цього періоду деревоподібні папороті витісняли плауновидні дерева.
Деякі з характерних рослин вугільних лісів були:
- Сигілярія
- Лепідодендрон
- Каламіти
- Птеридосперми